# Monti Kaczawskie
I Monti Kaczawskie ( in polacco: Góry Kaczawskie; in tedesco: Katzbachgebirge; in lingua ceca: Kačavské hory), sono un gruppo montuoso del voivodato della Bassa Slesia, in Polonia, e fanno parte dei Sudeti Occidentali, la porzione occidentale della catena montuosa dei Sudeti.
Hanno una lunghezza di circa 30 km e un'altitudine media di circa 600 metri; la cime più elevata è il monte Maślak (o Góra Folwarczna e in passato identificato con il vicino monte Skopiec) (724 m).

## Caratteristiche
Il gruppo montuoso si sviluppa in direzione nordovest-sudest per una lunghezza di circa 30 km. Le cime sono comprese tra 400 e 700 metri di altezza e l'altitudine media è attorno ai 600 metri.
Il gruppo montuoso si è formato in seguito al corrugamento tettonico ed costituito da calcare, ardesia e dolomite.
A ovest il fiume Bóbr separa i Monti Kaczawskie dai Monti Iser e dalle loro colline pedemontane. Il fiume Nysa Szalona segna il confine orientale del gruppo. A sudest i Monti Kaczawskie si uniscono ai monti Walbrzyskie, mentre a sud i monti Rudawy Janowickie e la valle di Jelenia Gora determinano la transizione verso i Monti dei Giganti.